# Marie Koopmans-de Wet
Marie Koopmans-de Wet, född 18 mars 1834 i Kapstaden i Sydafrika, död där 2 augusti 1906, var en sydafrikansk (boer) föreningsaktivist.  
Hon tillhörde en förmögen familj i Kapstaden. Hon grundade 1904 en känd kvinnoförening, Afrikaanse Christelike Vrouevereniging (ACVV), en av de första i Sydafrika. Hon är också känd för sin nödhjälp till de kvinnor och barn som internerades under Andra boerkriget. Hennes hus blev senare ett museum. 